# San Pedro (volcan du Guatemala)
Pour les articles homonymes, voir San Pedro.
Le San Pedro est un volcan du Sud-Ouest du Guatemala culminant à environ 3 020 mètres d'altitude. Avec le Tolimán et l'Atitlán, il est l'un des trois volcans bordant le sud du lac Atitlán.
On retrouve à sa base le village de San Pedro de la Laguna.